# Tablas del Diluvio
Las tablas del Diluvio es el título dado a un par de paneles de roble, pintados al óleo por cada lado a principios del XVI, conservados en el Museo Boijmans Van Beuningen de Róterdam y atribuidos a El Bosco y su taller.

## Descripción
Los dos paneles de 70 x 39,2 cm y 70,5 x 37,4 cm, constituían claramente los postigos o tablas laterales de un tríptico cuyo panel central, ahora perdido, debió medir casi un metro de ancho. Se encuentran en muy mal estado de conservación, debido a múltiples pérdidas de material pictórico y repintes. En el panel de la derecha destaca un gran hueco vertical, que se rellenó con un listón de madera. Durante la restauración realizada en 1982-1985, la eliminación de repintes y restauraciones antiguas, descrito como un enfoque "arqueológico", ha reducido la legibilidad de la parte posterior de los paneles.
Numerosos retoques y arrepentimientos cubren el dibujo subyacente, siendo estos últimos visibles por reflectografía infrarroja o incluso a simple vista debido a la pérdida de capa pictórica en varios lugares.

### Tríptico cerrado

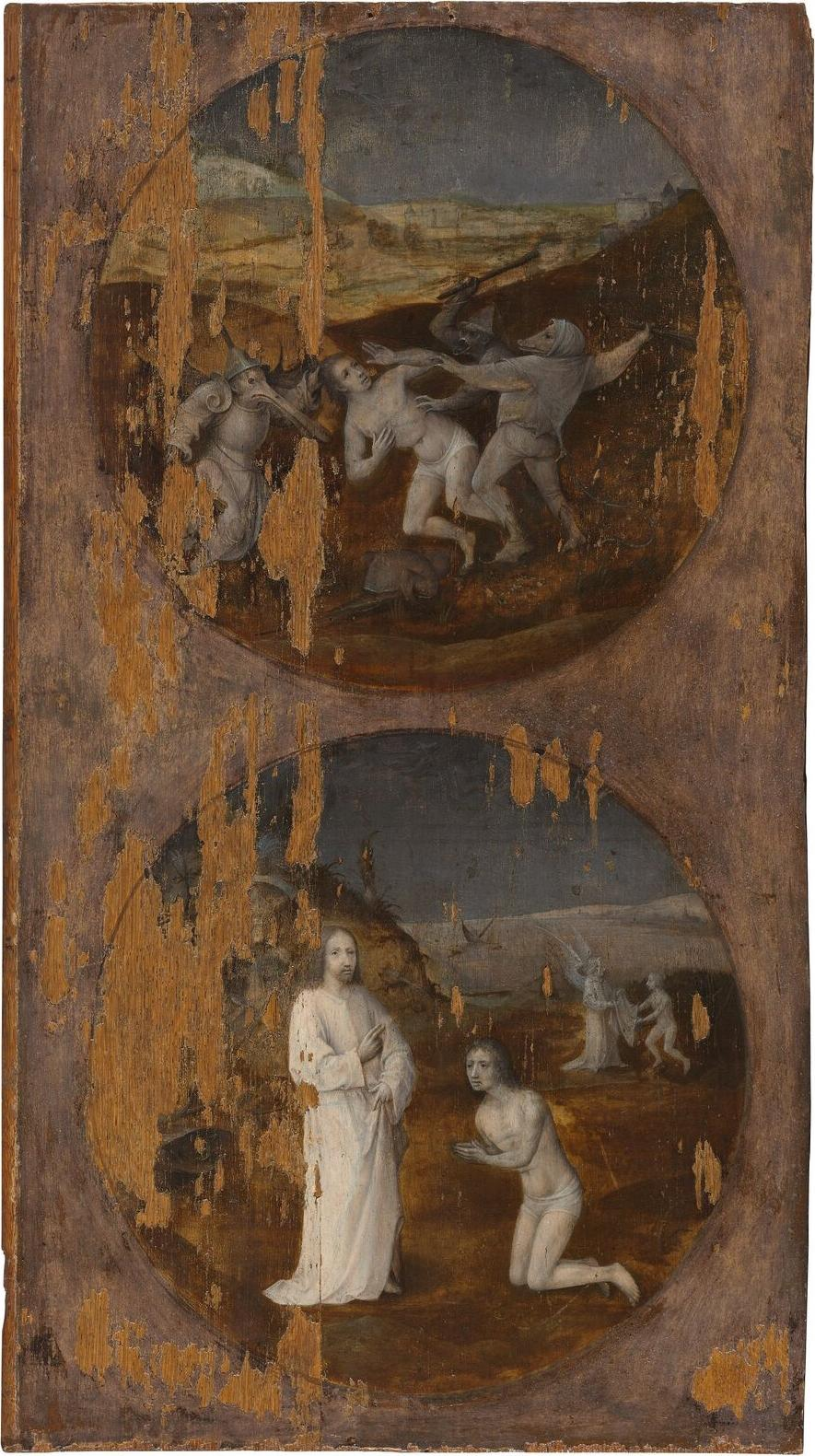
Dos tondos, con El alma condenada y El alma salvada, reverso del panel Después del Juicio Final.

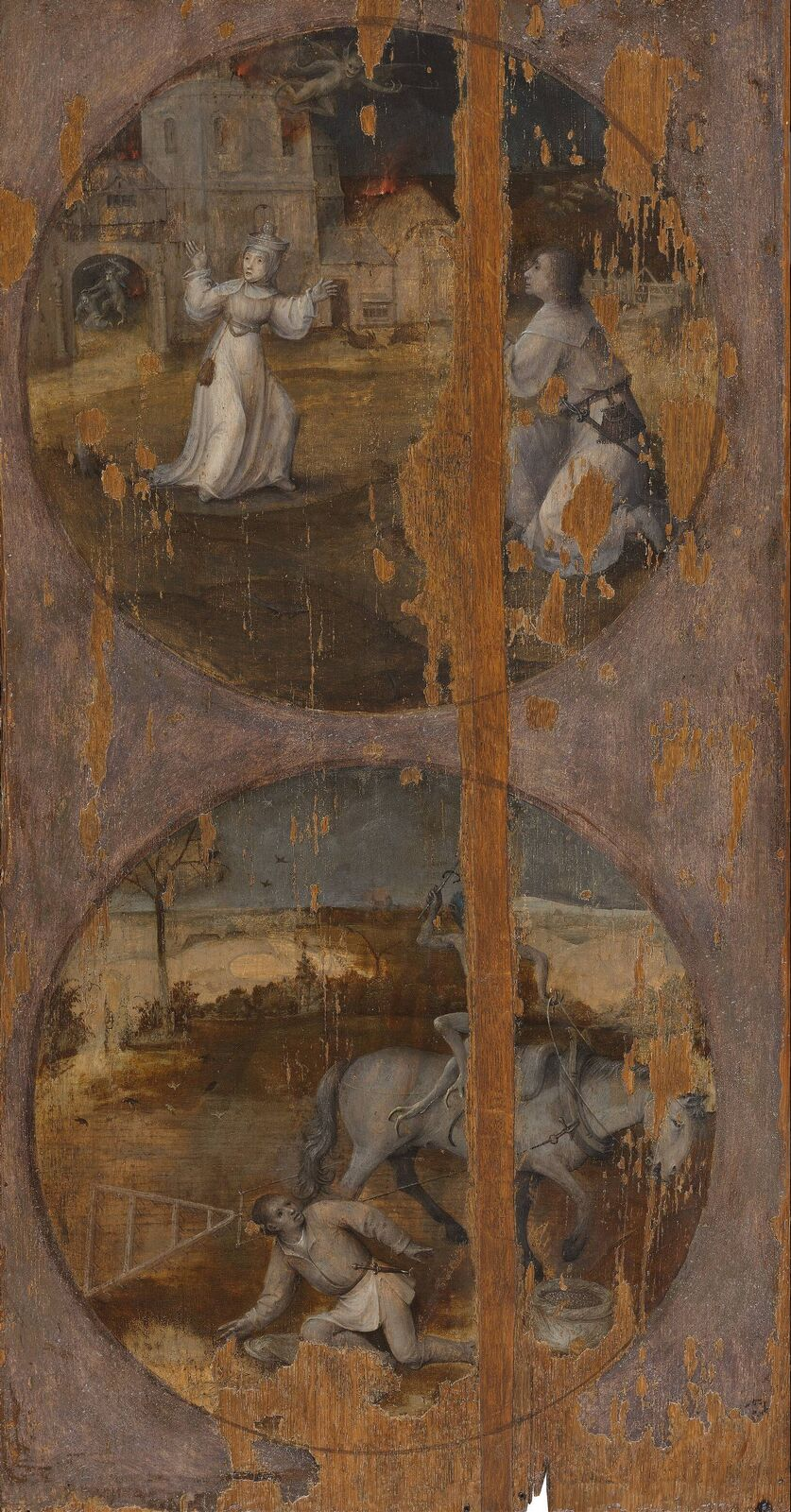
Dos tondos, con El diablo en la ciudad y El diablo en el campo, reverso del panel con Después del Diluvio.

El reverso de los paneles, pintado en grisalla como en otros varios trípticos del Bosco, presenta cuatro medallones o tondos de 32,4 cm de diámetro. En tres de ellos, las figuras son atormentadas por demonios, símbolos del mal multifacético que amenaza a la humanidad, mientras que un cuarto medallón insinúa la posibilidad de la Salvación.

A la izquierda, en el tondo superior, durante el día del Juicio Final, un resucitado malvado es golpeado por tres demonios monstruosos, combinación de formas animalescas y antropomórficas, típicamente bosquianos. A sus pies se encuentra un pequeño monstruo sacado directamente de un dibujo del Bosco conservado en el Kupferstichkabinett de Berlín.

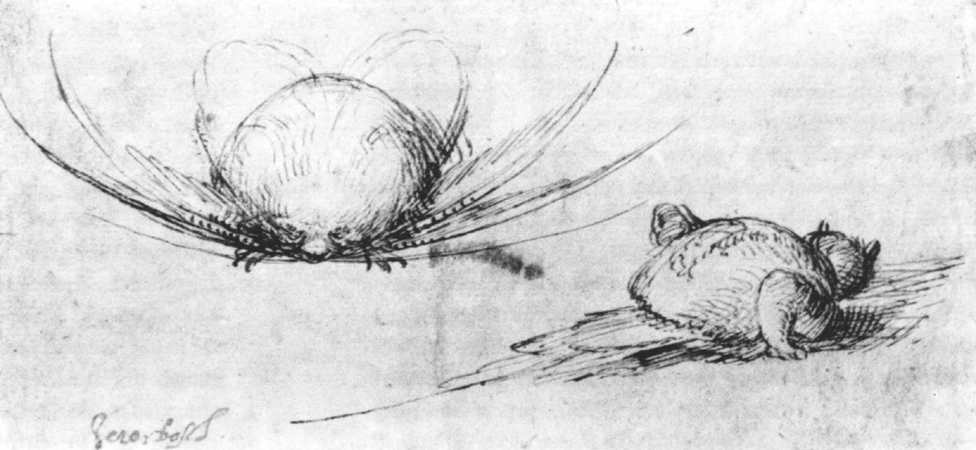
Dos monstruos (Kupferstichkabinett, Berlín).

A la derecha, en la parte superior, un hombre rico (tiene una gran limosnera colgando de su cinturón) reza, arrodillado, frente a un grupo de edificios residenciales y agrícolas, posiblemente de su propiedad, cuyos techos están envueltos en llamas. Una mujer ricamente vestida, probablemente la esposa, huye levantando las manos al cielo. Un demonio emerge del techo del edificio más alto mientras otro golpea a un niño a la sombra de una puerta en el gran portón visible abajo a la izquierda. Dos cerdos yacen en el suelo delante de la casa, al igual que varias ovejas en el prado al fondo, a la derecha.
En el tondo inferior un demonio arroja de su caballo a un campesino que estaba rastrillando un campo para sembrar, o según otros, lo despierta tras quedarse dormido trabajando.
A la izquierda, abajo el último tondo presenta en el día del Juicio Final, con una escena de naufragio de fondo, en primer plano, un justo resucitado de rodillas ante Cristo, que le da una señal de bendición. Al fondo, un ángel entrega una prenda a otro resucitado. Walter Bosing vio en este último detalle una alusión al destino de las almas de los mártires en el Juicio Final, tras la apertura del quinto sello: "A cada uno se le dio una túnica blanca". 
Los cuatro medallones podrían interpretarse como una evocación de las pruebas de Job, pero sólo la escena del incendio se acerca al relato bíblico. Esta iconografía original de la historia de Job provendría pues más bien de poemas o misterios compuestos a mediados del XV.

### Tríptico abierto
Varios de los trípticos conocidos del Bosco, como el El jardín de las delicias, el Juicio final de Viena o el El carro de heno, presentan un esquema similar cuando se abren, con una escena del Génesis a la izquierda y una escena apocalíptica a la derecha. Siguiendo este esquema, conviene situar la escena del Arca de Noé a la izquierda y la de los seres infernales a la derecha. El panel central posiblemente representaba el Juicio Final.
La conexión tipológica entre el Diluvio y la devastación de la tierra ligada a los acontecimientos del Día del Juicio Final está inspirada en el Evangelio de Lucas ("Como sucedió en los días de Noé, así sucederá en los días del Hijo del Hombre") y por el tercer capítulo de la Segunda epístola de Pedro ("Quieren ignorar, en efecto, que los cielos existieron una vez por la palabra de Dios, así como una tierra sacada del agua y formada por el agua, y que por estas cosas pereció entonces el mundo, inundado por el agua, mientras que por la misma palabra los cielos y la tierra ahora están guardados y reservados para el fuego, para el día del juicio y la ruina de los hombres impíos"). Esta amenaza de castigo divino continúa así el discurso moralizante e inquietante desarrollado en el reverso de las tablas.
Los tonos grisáceos verdosos de las caras interiores de los dos postigos son atípicos, al reservarse usualmente la pintura en grisalla sólo para las caras exteriores. Por el contrario, el Juicio Final en el panel central debió haber sido muy colorido..

#### Después del Diluvio

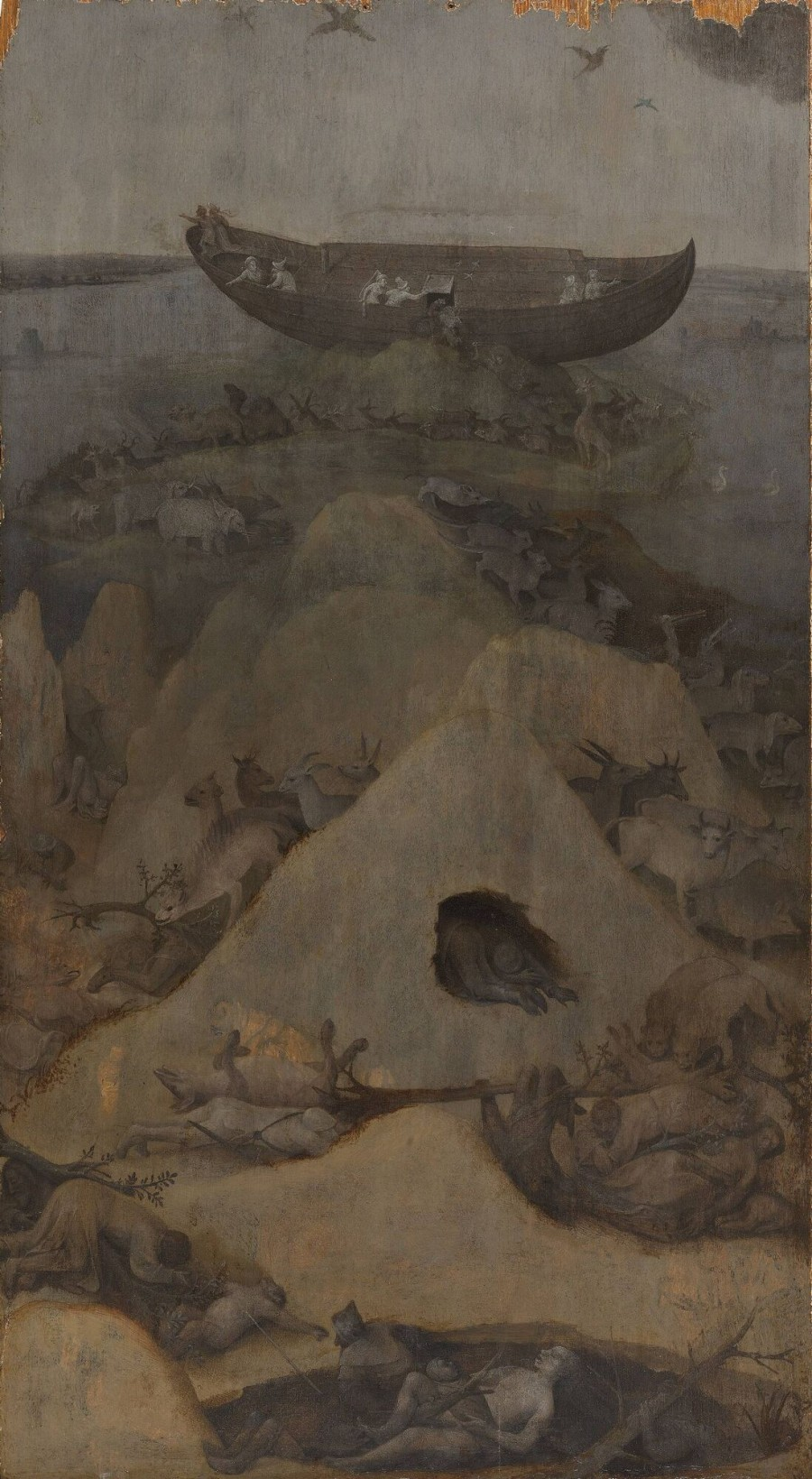
Después del Diluvio.

En la parte superior, aparece el Arca de Noé varada en la cima del Monte Ararat. El patriarca y su familia aun a bordo liberan a las parejas de animales: “Todos los animales, todos los reptiles, todas las aves, todo lo que se mueve sobre la tierra, según su especie, salieron del arca». Entre colinas abruptas, cuerpos humanos y animales y los árboles arrancados recuerdan la violencia del diluvio que acaba de terminar.
El análisis del dibujo subyacente reveló que el boceto inicial mostraba una escena anterior de la misma historia, con el arca sobre las aguas torrenciales mientras las figuras intentaban flotar..
Entre los animales que salen en fila del arca, una jirafa y un elefante están representados de la misma forma que en el panel izquierdo del Jardín de las Delicias.

#### Después del Juicio Final

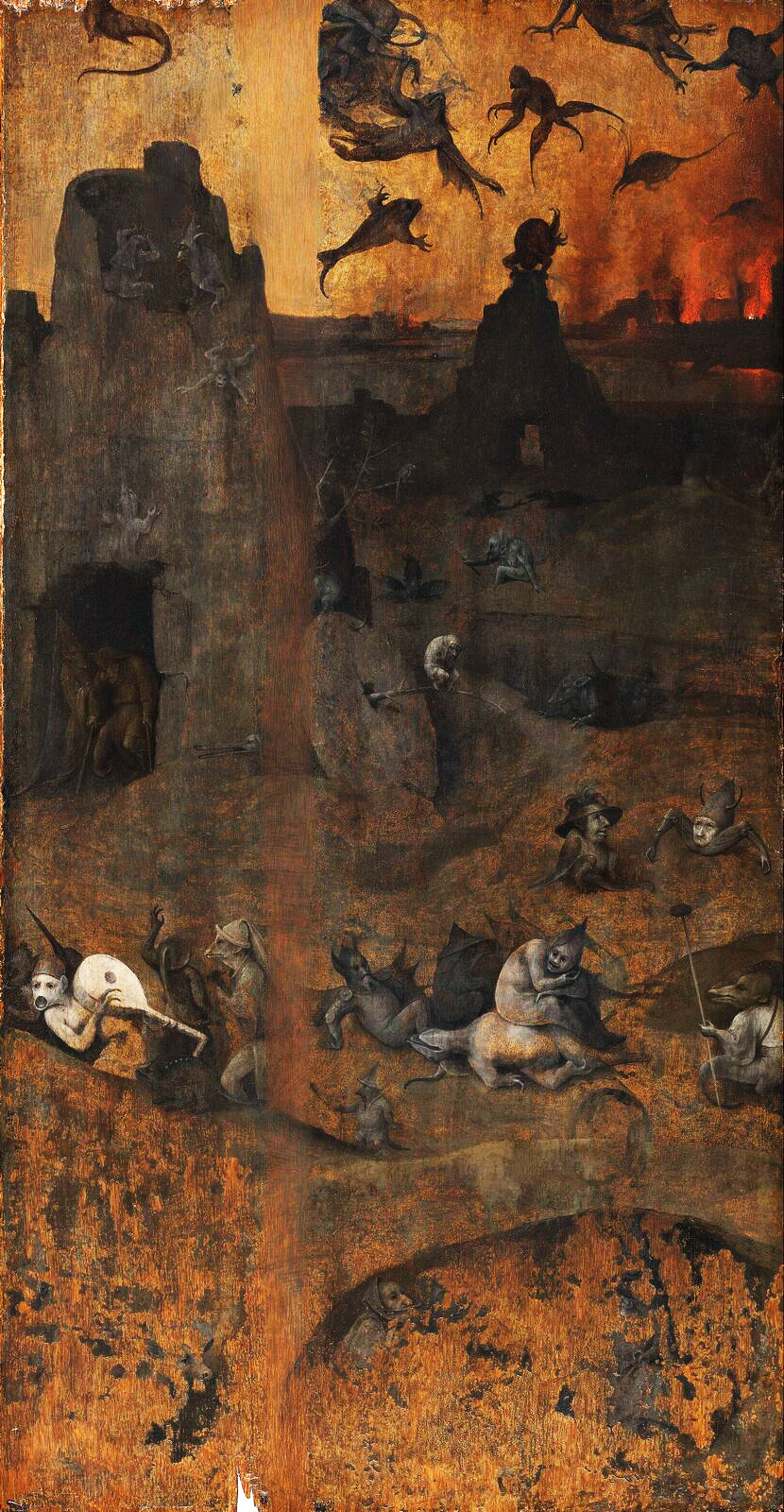
Después del Juicio Final.

El segundo panel también muestra un paisaje desolado. Al fondo, una ciudad es devastada por el fuego. Monstruos grotescos y más o menos zoomorfos se precipitan sobre el suelo desde un dorado cielo crepuscular, consecuencia de la caída de estos demonios tras su fracaso frente al Arcángel Miguel. Si algunos de ellos parecen haber resultado heridos o muertos por su caída, la mayoría pulula anárquicamente en un paisaje terrestre que se ha vuelto infernal. Uno de ellos, abajo, pálido y aullando, toca el laúd. El único ser humano visible es un anciano apoyado en muletas y retenido en una cueva (al fondo, a la izquierda) por una tentadora demoníaca.
El examen del dibujo subyacente revela la presencia inicial de una figura diabólica montada en un barril bípedo (cerca de la mitad del medio plano). Este detalle, esbozado pero finalmente no pintado, se encuentra en un dibujo del Bosco, denominado Paisaje infernal (colección particular).

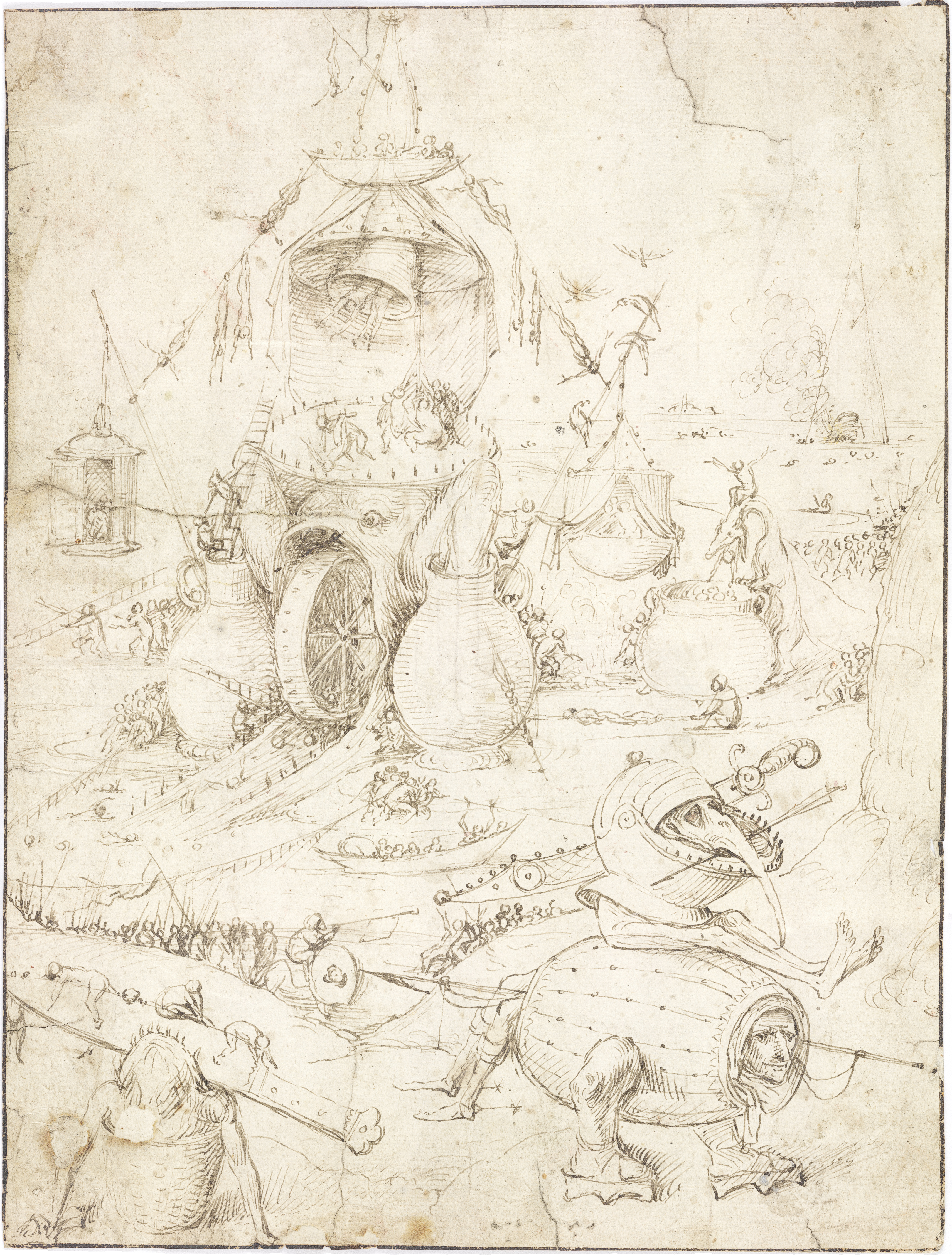
Paisaje infernal (colección particular).

## Historia
El análisis dendrocronológico de los dos paneles indica que fueron pintados después de 1506  o 1508 , y probablemente después de 1510 . Por tanto, su realización se situaría pocos años antes de la muerte del artista en 1516.
La historia de los dos paneles antes del siglo XX se desconoce. Sin embargo, una obra titulada Sicut erat in diebus Noe ("Como era en los días de Noé"; cita del pasaje del Evangelio según Lucas mencionado anteriormente) se reporta en 1595 en la colección de Bruselas de Ernesto de Austria, podría ser una alusión al tríptico al que pertenecieron las tablas de Róterdam.
En 1927, Max Jakob Friedländer fue el primer historiador del arte en publicar las tablas, que entonces se encontraban en la colección madrileña del marqués de Chiloedes. Dos años después, pertenecen al marchante de arte de Ámsterdam Nicolaas Beets. En 1935 fueron vendidas a Franz W. Koenigs, de Haarlem, quien las prestó al museo de Róterdam. Cinco años después, fueron adquiridas por el empresario Daniël George van Beuningen, quien las donó al museo en 1941.

## Atribución
Considerados durante mucho tiempo como autógrafos por varios especialistas, los paneles de Róterdam difieren en su estilo de la veintena de obras de Hieronymus Bosch, cuya autenticidad no se discute. La importancia de los arrepentimientos en relación con el dibujo subyacente demuestra, sin embargo, que la obra no es una simple copia ni un pastiche realizado por un seguidor.
Los expertos del Proyecto de Investigación y Conservación del Bosco (BRCP), que no ven la mano del maestro ni en la superficie pintada ni en el diseño subyacente, consideran que los muchos préstamos de pinturas o dibujos del maestro (utilizados así como ricordi) reflejan prácticas del taller. Comparan los dos paneles del Tríptico de Job del Museo Groeninge, también realizados en el taller de ' s-Hertogenbosch hacia los años 1510-1520. Frédéric Elsig cree que la mano del maestro no es ajena a las caras interiores de los paneles, mientras que los medallones del reverso, en una línea más sencilla y rígida, habrían sido ejecutados por un colaborador. 